# Skeatia elegantula
Skeatia elegantula là một loài tò vò trong họ Ichneumonidae.